# Деминг, Питер
Питер Деминг (англ. Peter Deming; род. 13 декабря 1957, Бейрут, Ливан) — американский кинооператор. Член Американского общества кинооператоров (ASC) c 1998 года.

## Избранная фильмография
- 1987 — Зловещие мертвецы 2 / Evil Dead II
- 1988 — Пугала / Scarecrows
- 1990 — Домашняя вечеринка / House Party
- 1992 — Мой двоюродный брат Винни / My Cousin Vinny
- 1993 — Заряженное оружие / Loaded Weapon 1
- 1994 — Японский городовой / S.F.W. / So Fucking What?
- 1996 — Квартирка Джо / Joe’s Apartment
- 1997 — Крик 2 / Scream 2
- 1997 — Остин Пауэрс: Международный человек-загадка / Austin Powers: International Man of Mystery
- 1997 — Шоссе в никуда / Lost Highway
- 1999 — Тайна Аляски / Mystery, Alaska
- 1999 — Музыка сердца / Music Of The Heart
- 2000 — Крик 3 / Scream 3
- 2001 — Из ада / From Hell
- 2001 — Малхолланд Драйв / Mulholland Drive
- 2002 — Остин Пауэрс: Голдмембер / Austin Powers in Goldmember
- 2002 — Нужные люди / People I Know
- 2004 — Амнезия / Twisted
- 2004 — Взломщики сердец / I ♥ Huckabees
- 2005 — Пиджак / The Jacket
- 2005 — Ходят слухи / Rumor Has It…
- 2007 — Везунчик / Lucky You
- 2007 — Супружество / Married Life
- 2008 — Секс-гуру / The Love Guru
- 2009 — Затащи меня в Ад / Drag Me to Hell
- 2010 — Прошлой ночью в Нью-Йорке / Last Night
- 2011 — Крик 4 / Scream 4
- 2012 — Хижина в лесу / The Cabin in the Woods
- 2013 — Оз: Великий и Ужасный / Oz the Great and Powerful
- 2016 — Иллюзия обмана 2 / Now You See Me 2
- 2017 — Твин Пикс / Twin Peaks
- 2019 — Новые мутанты / The New Mutants
- 2020 — Капоне. Лицо со шрамом / Capone
- 2022 — Меню / Menu
- 2023 — Моя пиратская свадьба / Shotgun Wedding

## Награды
- 1990 — Фестиваль «Санденс» — приз за лучшую операторскую работу в фильме «Домашняя вечеринка»[3]
- 2002 — Премия «Независимый дух» за лучшую операторскую работу в фильме «Малхолланд Драйв»[3]